# Hans Ligtvoet
Hans Ligtvoet (Breda, 2 augustus 1954) is een Nederlands film-, televisie- en toneelacteur. Hij is onder meer bekend van zijn rollen als hoofdinspecteur Mark Verlaat in Ernstige Delicten en Ton de Reuver in Voetbalvrouwen. Hij werkte tevens mee aan verschillende hoorspelen. Hans Ligtvoet is getrouwd met de Vlaamse actrice Sandrine André.

## Biografie
Ligtvoet volgde een toneelopleiding aan de Toneelschool in Arnhem, waar hij in 1979 afstudeerde. Daarna was hij werkzaam bij verschillende toneelgezelschappen, waaronder het Nationale Toneel in Den Haag. Ook speelde hij in Vlaamse producties waarmee hij in onder andere Brussel en Antwerpen was te zien. Met Joop van den Ende Theaterproducties speelde hij in The Price (2004) (met John Kraaijkamp sr. en Victor Löw) en in Tarzan (2007) met Ron Link en Chantal Janzen. In laatstgenoemde musical was hij te zien als Professor Porter. In 2011 heeft hij samen met zijn partner de klassieker Educating Rita herwerkt in een Vlaamse versie met de titel Het opvoeden van Rita voor het Fakkelteater.
Op televisie had Ligtvoet vooral gastrollen, zoals in Unit 13, Baantjer en IC. In 2002 kreeg hij een hoofdrol in de dramaserie Ernstige Delicten van de VARA, waarvan drie seizoenen werden opgenomen. In de serie heeft Ligtvoet als hoofdinspecteur Mark Verlaat de leiding over een team dat bestaat uit onder meer Janni Goslinga, Anke Engels en Mariëlle van Sauers. Wegens tegenvallende kijkcijfers werd de serie echter in 2004 gestopt. Daarna had hij een rol in de film Sl8n8 (2006) met spelers als Victoria Koblenko en Jop Joris. Sinds 2007 is hij te zien in de komische dramaserie Voetbalvrouwen. Daarin vertolkt hij de rol van Ton de Reuver, de vader van Solange (Nicolette van Dam), die met zijn vrouw en zoon in een woonwagen woont en Solanges vriend Italo (Bas Muijs) het bloed onder de nagels vandaan haalt. In Smeris speelt hij Marcel Verweij, het hoofd van het Tilburgse politieteam dat leiding geeft aan het duo Theo Kamp (Jeroen van Koningsbrugge) en Willem Niessen (Dennis van de Ven).

## Filmografie
- 1988 - Medisch Centrum West - Gerard Breeveld
- 1997 - Baantjer: De Cock en de moord in de bigband - Lou Koper
- 1998 - Unit 13: De inval - Cas Hoogland
- 2002 - Ernstige Delicten - Mark Verlaat (2002-2004)
- 2003 - Wittekerke - Joop Bovendijk (2003-2004)
- 2004 - Hallo België - Harry de Mop (2004-2005)
- 2006 - En Daarmee Basta - televisieproducer
- 2006 - IC: Kwaliteit van leven - Björn Zuidema
- 2006 - Sl8n8 - Vital Houcks
- 2007 - Voetbalvrouwen - Ton de Reuver (2007-2010)
- 2009 - Familie - Julio Rodriguez (2009)
- 2009 - Flikken - Joop Schelling (2009)
- 2010 - Zone Stad - (2010)
- 2010 - Dag & Nacht: Hotel Eburon (2010) - Gerrit Veenstra
- 2010 - Het Huis Anubis en de terugkeer van Sibuna: Arts
- 2011 - Slot Marsepeinstein: Wout
- 2011 - Rang 1: Rolf
- 2014 - Smeris - Marcel Verweij (2014-2020)
- 2025 - Flikken Maastricht - Rogier Bultuis (hoofdcommissaris)

### Theater
- 2004 - The Price - Franz
- 2007 - Tarzan - Professor Porter
- 2011 - Het opvoeden van Rita - Dr. Frank Bryant
- 2012 - Moord op de Nijl - Kanunnik Pennefather
- 2012 - Hamlet - Claudius

### Hoorspelen
- 1982 - De tovenaarsleerling - De jonge Bodo
- 1984 - Op zoek naar de aarde - Simon
- 1985 - Het tuinfeest - Ennos
- 1986 - De zwemmer - Niek
- 1986 - Haat heeft geen kleur - Muntu Maiola
- onb. - De treinen naar Morrow - Tom